# Las cosas que cambié y dejé por ti
«Las cosas que cambié y dejé por ti» es una canción del grupo de rock chileno Los Bunkers. Fue compuesto en 2001 por los hermanos Francisco y Mauricio Durán, ambos miembros de la banda.
Esta canción fue lanzada en 2002 como el segundo sencillo del álbum Canción de lejos. Es la segunda pista del álbum antes mencionado, lanzado el mismo año. Tuvo una aceptación y rendimiento igual al de su sencillo anterior, «Miño».

## Información
La canción, según su compositor Mauricio Durán, la escribió para una exnovia con la que se reencontró y que le hizo terminar una relación que mantenía en ese momento.

## Video
En el videoclip oficial, que fue dirigido por Jorge Lozano, se muestra a la banda tocando en una especie de programa antiguo, parecido a The Ed Sullivan Show, tal como lo hicieron The Beatles en los años 60. Primero se muestra solamente a Francisco Durán solo en el centro del show cantando y tocando guitarra. Luego se ilumina completamente el estudio y se ve al resto de la banda tocando y con mujeres del show bailando a su alrededor de ellos. El video está filmado en formato B/N, y al final se muestran los créditos del videoclip como si fueran los del programa ficticio.
Créditos
- Animador: Cristián Quevedo
- Producción: Valeria Soto
- Dirección de fotografía: Rodrigo Núñez
- Coreografía: Natalia Sabat
- Producción técnica: Eduardo Ramírez
- Cámaras: Fernando López, David Vásquez y Ramón Orellana.
- Vestuario: Carolina Espina
- Maquillaje: Lucía Zagal
- Asistente de producción: Alejandra Soto
- Peinados: Janet Reyes
- Eléctrico: Antonio Maldonado
- Roadies: Manuel Basualto y Gonzalo Torrejón.

## Créditos
- Francisco Durán – voz y guitarra líder
- Mauricio Durán – guitarra rítmica y coros
- Álvaro López – guitarra acústica
- Gonzalo López – Bajo eléctrico
- Mauricio Basualto – Batería

## Recepción
La canción fue muy bien recibida por la crítica y los medios. En cuanto al rendimiento en las listas, la canción llegó hasta el puesto número 1 en Chile el 20 de octubre de 2002.
En 2012 Alex Kapranos (líder de Franz Ferdinand) comentó en su cuenta de Twitter que amaba el solo de guitarra de esta canción.

### Reconocimientos
| Publicación | País  | Lista                                                   | Año  | Posición |
| ----------- | ----- | ------------------------------------------------------- | ---- | -------- |
| Fotech      | Chile | Las 150 mejores canciones chilenas de todos los tiempos | 2013 | 87       |

## Presentaciones en vivo
Banda
- Francisco Durán – voz y guitarra líder
- Mauricio Durán – guitarra rítmica y coros
- Álvaro López – guitarra acústica
- Gonzalo López – bajo eléctrico
- Mauricio Basualto – batería

Presentaciones destacadas
- Festival de Viña del Mar 2007 y 2012
- Movistar Arena 2013
- Teatro Caupolicán 2011 (concierto 10 años)
- The Roxy 2011
- Vive Latino 2009
- Festival de Olmué 2004 y 2006
- Teatro Teletón 2005
- De pe a pa 2002

## Posicionamiento en listas
| Lista (2002)    | Mejor posición |
| --------------- | -------------- |
| Chile (Notimex) | 1              |